# 小米8
小米8是小米科技于北京时间2018年5月31日14时在中国广东省深圳市深圳世界大学生运动会体育中心发布的智能手机系列，包含小米8、小米8透明探索版、小米8屏幕指纹版、小米8青春版及小米8 SE五款机型，为小米手机数字系列的第七代迭代机型系列。其中小米8、小米8透明探索版及小米8 SE在2018年5月31日举行的深圳发布会上发布，小米8屏幕指纹版及小米8青春版在2018年9月19日举行的成都发布会上发布。
小米8系列跳过数字7作为第七代数字系列机型，小米官方对此表示其意为“超越期待”（取普通話「7代」的諧音）。

## 简介
小米8、小米8透明探索版和小米8屏幕指纹版均采用了由三星电子提供的6.21英寸（对角线）18.7:9比例的AMOLED显示屏，是小米手机数字系列首次使用6英寸以上的显示屏。正面上方设置与iPhone X类似的屏幕凹口，凹口内布置前置摄像头、听筒及相关感应组件。手机背部左上角设置两枚后置摄像头，呈纵向排列。闪光灯置于两颗摄像头之间，与镜头使用同一块长圆形盖板玻璃。三款机型均搭载了高通骁龙845（SDM845）处理器，均使用LPDDR4X规格的RAM以及UFS2.1规格的闪存存储，均搭载了双频GPS，可支持L1+L5双频段定位。
影像系统方面，小米8、小米8透明探索版及屏幕指纹版均使用与小米MIX 2S相同的摄像头模组，其中主图像传感器采用了索尼IMX 363作为图像传感器，镜头的光圈值为F1.8，物理焦距4.216mm；而副图像传感器则采用了三星S5K3M3，镜头光圈值为F2.4，物理焦距5.2mm。DxOMark为小米8的后置摄像鏡头评分为99分。

### 小米8
小米8搭载了高通骁龙845（SDM845）移动端SoC，电池容量为3400mah，正面屏幕凹口处从左至右分别为前置图像传感器（2000万像素，三星S5K3T1）、光线距离感应器、听筒、通知灯、红外照明元件及红外图像传感器（30万像素，豪威科技OV7251），支持红外人脸识别，背部纵向中心线偏上方设有圆形指纹识别区域。配色上有亮蓝色（深蓝色炫光玻璃后盖、蓝色磨砂金属边框）、亮黑色（黑色亮面玻璃后盖、黑色磨砂金属边框）、白色（白色亮面玻璃后盖、银色磨砂金属边框）和香槟金色（浅金色玻璃后盖、金色磨砂金属边框）四种可选，内存闪存组合有6GB RAM/64GB ROM、6GB RAM/128GB ROM、6GB RAM/256GB ROM三种规格可选，零售价分别为2699元、2999元和3299元人民币。
2018年8月8日晚，小米以小米商城直播的形式追加了小米8的8GB RAM/128GB ROM版本，有亮蓝色、白色和亮黑色三种配色可选，无香槟金版本。售价为3299元人民币。

### 小米8透明探索版
小米8透明探索版（英文：Mi 8 Explorer）同样搭载高通骁龙845移动平台，电池容量缩减至3000mah。正面屏幕凹口处从左至右依次为红外图像传感器（100万像素，豪威科技OV9282）、前置图像传感器（2000万像素，三星S5K3T1）、LED通知灯、光线感应器、听筒、ToF距离感应器、泛光照明元件及点阵投影器，采用了3D编码结构光技术，可实现类似于iPhone X的面部深度信息识别功能。正面屏幕下方搭载屏下指纹识别传感器，并取消了小米8的背部指纹传感器。背部则采用灰色透明后盖设计，后盖内部设有经美化后的仿电路板图案，边框则为黑色。内存闪存组合只有8GB/128GB一种可选，售价为3699元人民币，限量发售。

### 小米8屏幕指纹版
小米8屏幕指纹版（英文：Mi 8 Pro）与上述两款机型相同，搭载了骁龙845移动平台，电池容量与透明探索版相同，为3000mah。正面屏幕凹口处元器件排布与小米8相同，仅红外图像传感器更换为与小米8透明探索版相同的OV9282 。支持红外人脸识别，正面屏幕下方搭载屏下指纹识别传感器，与透明探索版一样不设有背部指纹传感器。配色有亮黑色（黑色玻璃背板及边框）、暮光金（上部为粉色、下部为金黄色的镜面质感渐变色配色、金色边框）以及与小米8透明探索版相似的透明版三种可选，闪存组合则有6GB RAM/128GB ROM和8GB RAM/128GB ROM可选。售价分别为3199和3599元人民币。

## 外观设计及工艺
小米8的外观并未沿袭前代机型小米6，而是出人意料地采用“大刘海”以及背后酷似“红绿灯”的竖排双摄设计，与iPhone X极为相似。正面下边框采用COG的封装方式，相较同类产品下边框较宽。此外，小米8也是小米第一款采用“全面屏”的小米数字系列机型，也是小米首次采用三星电子供货的AMOLED显示屏。
配色方面，小米首次采用浅金色（香槟金）的配色，并保留小米6上的蓝色以及黑白两色。小米还在透明探索版和屏幕指纹版两个版本上首次采用了灰色的透明后盖，透明后盖内部则使用与电路板相同工艺的金属板作为电池上方主板区域的装饰盖板，电池以凯夫拉纹理的贴纸作为装饰贴纸，副板部分的盖板则使用塑料材质。机身边框取消了小米6采用的不锈钢材质，以小米Note3首次采用的7000系铝合金为代替，硬度介于普通铝合金与不锈钢之间。

## 争议

### 外觀抄襲
小米8不僅在機身背面有直立式的雙鏡頭，螢幕上方也有和iPhone X一樣的「刘海」設計，遭到美國媒體《appleinsider》批評是「無恥抄襲」。《appleinsider》報導，自從去年蘋果推出iPhone X以來，許多安卓手機都有受到影響陸續「致敬」，但是小米8是最明顯的剽竊行為。小米8的形狀和曲線大致都與iPhone X相同，甚至還有相當類似的臉部識別功能，唯一的區別在於螢幕尺寸，小米8的螢幕尺寸為6.21吋，稍大於iPhone X的5.8吋。美國科技網站TNW認為小米8和iPhone X簡直一模一樣，小米加入蘋果手機的模仿大軍讓人意外；BGR和CNET也認為小米8是最靠譜和最好的翻版iPhone X。相比之下，科技網站TechCrunch就批評小米8是最無恥的iPhone模仿者。

### 涉嫌造假
在小米8發布會的AI微整形美顏的模特兒宣傳樣本上，被發現用展示的照片是來自視覺中國的圖片，並不是由小米8所拍攝。除此之外，有一名網友揭露「@手機中國」使用小米8的外景拍攝照片也同樣出現涉及造假的情況，因為微博用戶「@旅行家胡學剛」在微博上稱小米8的外景樣張其實是自己用Sony單反拍攝的照片加上水印而已。並且除了在拍照上涉及虛假宣傳，發佈會上雷軍公佈的小米8安兔兔的跑分也有極高的水分存在，因為在發佈會上，雷軍說小米8跑出了30萬分，比起市面上任何一家Android旗艦手機都要高。但是，會後很多媒體進行實際跑分測試，結果大多在26万到27万分之间，與大多數採用高通Snapdragon 845的旗艦手機跑分水準相同。對於發佈會造假事件，小米官方之後也向媒體做出回應，關於美顏圖片，小米官方並沒有表示那是小米8拍攝的，那些圖片主要是原理示意圖，造成誤解十分抱歉。而風景圖樣張，確實是「手機中國」發錯了，手機中國已經在前天發微信道歉。而跑分30萬分，是在和高通合作優化後的MIUI 10可以達到的表現，而MIUI 10稍後才會推出。

### 断流和闪屏故障
小米8在发布初期和小米6一样遭遇到了部分用户对于其Wifi信号断流的反馈，也有部分用户声称他们购买到的小米8存在闪屏问题。